# Kaya Yanar

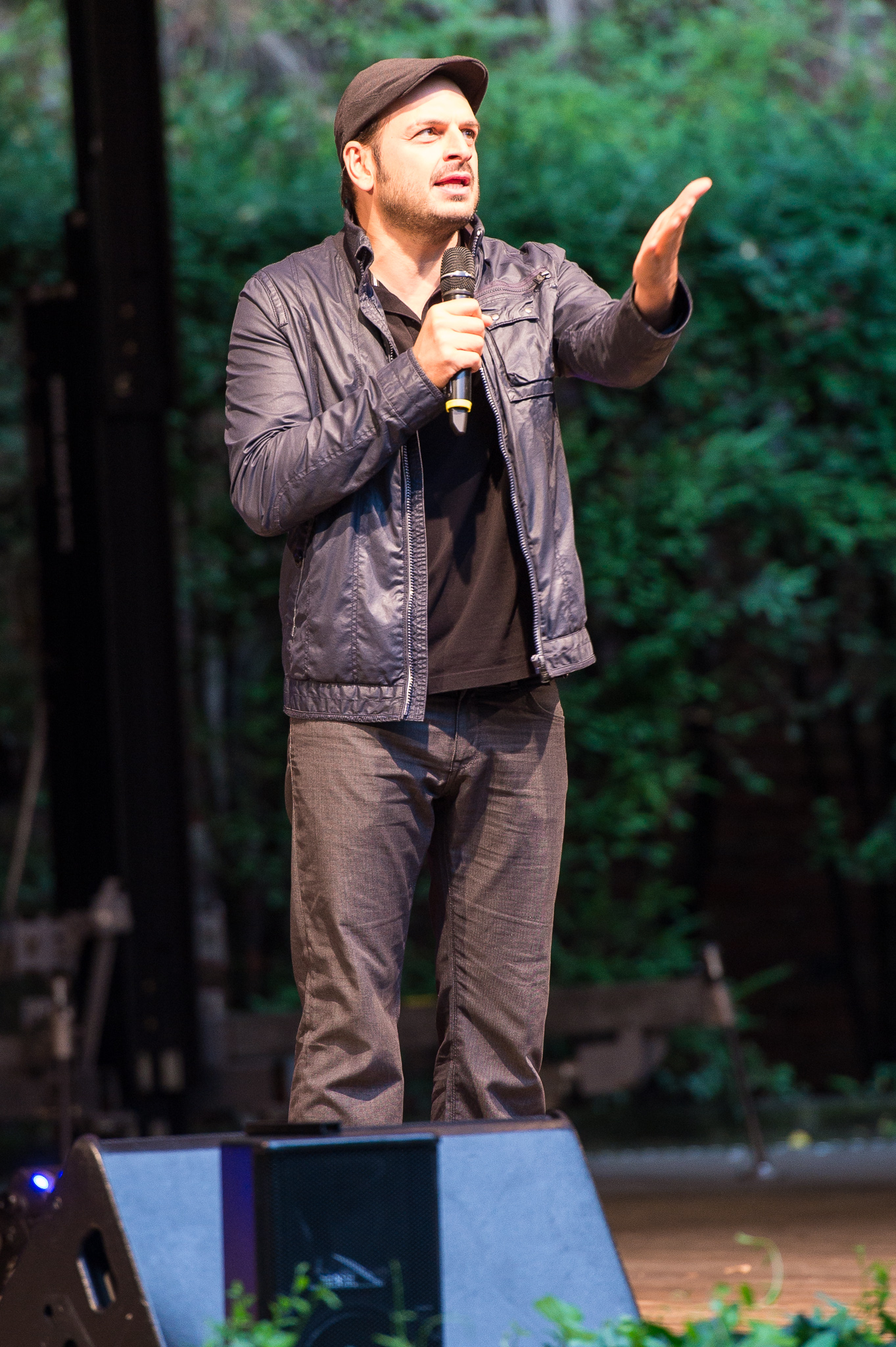
Kaya Yanar (2015)

Kaya Yanar (* 20. Mai 1973 in Frankfurt am Main) ist ein deutscher Komiker, Fernsehmoderator, Schauspieler und Livestreamer. Seinen Durchbruch schaffte er mit der mehrfach ausgezeichneten Sat.1-Comedysendung Was guckst du?!.

## Familie und Privates
Kaya Yanar ist der Sohn eines Bautechnikers. Seine Eltern sind türkischer Herkunft und lebten vor ihrer Auswanderung nach Deutschland in der südtürkischen Stadt Antakya. Zu Hause wurde nur Deutsch gesprochen, Religion spielte in der Familie keine Rolle. Er hat einen Bruder.
Yanar besuchte das humanistische Heinrich-von-Gagern-Gymnasium in Frankfurt (Main), an dem er das Abitur ablegte. Anschließend studierte er an der Johann Wolfgang Goethe-Universität Frankfurt am Main Phonetik, Amerikanistik und Philosophie, erwarb jedoch keinen Abschluss. Er ist Tierschützer und unterstützt die Tierrechtsorganisation PETA mit Motiven zum Thema Pelz sowie zur vegetarischen und veganen Ernährung.
Zwischen 2003 und 2005 war er mit Mirja Boes liiert. 2018 heiratete er seine langjährige schweizerische Freundin, mit der er seit 2012 in der Nähe von Zürich lebt. 2019 bekam das Paar einen gemeinsamen Sohn, Ende 2021 einen zweiten.

## Karriere
Er wurde 2001 durch die Sat.1-Comedysendung Was guckst du?! bekannt, ein aus Großbritannien übernommenes Fernsehformat, das auch als Ethno-Comedy bezeichnet wird, in der er mit den Klischees verschiedener ethnischer Gruppen spielte. Dort war er sowohl Moderator als auch Hauptdarsteller der meisten Sketche. Darüber hinaus tourte er mit drei Soloprogrammen durch Deutschland. Die Aufzeichnungen seiner Programme Made in Germany (2008), Live und unzensiert (2009) sowie All Inclusive! (2013) wurden von RTL und Reiz der Schweiz (2017) bei Netflix ausgestrahlt.
2007 moderierte Kaya Yanar im Rahmen einer Schwerpunktwoche zum Thema Integration die ZDF-Show Kaya Yanar testet Deutschland – die Multi-Kulti-Show. Eine Spielfilmhauptrolle hatte Yanar 2008 neben Mark Keller in der Fernsehkomödie Dekker & Adi – Wer bremst verliert! Innerhalb der Entwicklung einer Akzeptanz multikultureller Kulturerzeugnisse in Deutschland wird Yanar als Schlüsselfigur und Wegbereiter genannt, da sein breiter Erfolg zum Zeitpunkt seines Auftauchens in den deutschen Medien bis dahin für einen Künstler mit türkischem Migrationshintergrund im deutschen Sprachraum ohne Beispiel war.
Von Januar 2011 bis Dezember 2012 war Yanar gemeinsam mit Paul Panzer bei RTL in der Sendung Stars bei der Arbeit zu sehen, in der Prominente ungewohnten beruflichen Tätigkeiten nachgehen. Ebenfalls im Januar 2011 veröffentlichte er sein erstes Buch mit dem Titel Made in Germany beim Heyne Verlag. Ab März 2011 war Kaya Yanar mit seinem Live-Programm All Inclusive! auf Deutschlandtournee. Vom 14. Januar bis 25. Februar 2012 wurde auf RTL Die Kaya Show ausgestrahlt. 2013 trug sie den Zusatztitel Typisch deutsch?! Die Kaya-Show, da der Schwerpunkt der Sendung auf deutsche Klischees und Gesetzestexte gelegt wurde.
Yanar ist seit Dezember 2012 Pate der Heinrich-Middendorf-Oberschule Aschendorf im Projekt „Schule ohne Rassismus – Schule mit Courage“. 2013 wurde er für die Arosa Humorschaufel nominiert, einen Jurypreis des Humor-Festivals in Arosa. Seit Herbst 2013 war er mit seinem Programm Around the World in Deutschland, Österreich und der Schweiz unterwegs. Am 25. April 2014 wurde von RTL erstmals seine Sendung Geht’s noch?! Kayas Woche ausgestrahlt. Es handelt sich um einen Wochenrückblick mit einer Mischung aus Stand-up-Comedy und politischer Satire.
Von 2014 bis 2015 moderierte Yanar die Pannenshow Life! – Dumm gelaufen auf RTL. Seit der Neuauflage von Genial daneben im Frühjahr 2017 ist Yanar ein wiederkehrender Gast der Rateshow. Auch bei dem Ableger Genial daneben – Das Quiz ist er seit Juli 2018 oft zu sehen. Im Februar 2018 startete bei Sat.1 die Comedysendung Guckst Du?! Kayas große Kinoshow mit Kaya Yanar.
Seit Februar 2020 streamt Yanar live auf Twitch. Seine YouTube-Kanäle KAYA Backstage, Kaya reagiert! und KayaZockt verzeichnen zusammen über 541.000 Abonnenten (Stand März 2023). 2022 hatte er zwei Auftritte in der Serie Der Letzte Song aus der Bohne von Julien Bam, in der er den Gartenbesitzer Yilderim spielt.

## Auszeichnungen
- 2001: Deutscher Fernsehpreis Beste Comedy für Was guckst du?!
- 2001: Deutscher Comedypreis Beste Comedysendung für Was guckst du?!
- 2001: Goldene Romy Beste Programmidee für Was guckst du?!
- 2001: CIVIS Medienpreis
- 2013: Deutscher Comedypreis Bestes TV-Soloprogramm für Kaya live! All inclusive
- 2014: Deutscher Comedypreis Bester Komiker

## Live-Programme
- 2003: Welttournee durch Deutschland
- 2007: Made in Germany
- 2009: Live und unzensiert
- 2011: All Inclusive!
- 2013: Around the World
- 2016: Planet Deutschland
- 2017: Reiz der Schweiz
- 2018: Ausrasten für Anfänger
- 2021: Fluch der Familie
- 2024: Hör uf!
- 2025: Lost!

## Diskografie

### CDs
- 2001: Suchst du
- 2003: Welttournee durch Deutschland
- 2008: Made in Germany Live

### Videoalben
- 2004: Was guckst du?! – Best of Staffel 1–4
- 2008: Made in Germany Live
- 2009: Live und unzensiert
- 2011: Kaya Yanar & Paul Panzer Stars bei der Arbeit
- 2013: Kaya Yanar – Kaya Live! All inclusive
- 2014: Kaya Yanar – Kaya Live! Around The World
- 2018: Kaya Yanar – Planet Deutschland
- 2018: Kaya Yanar – Reiz der Schweiz

### Bücher
- Made in Germany. Heyne, München 2011, ISBN 978-3-453-60204-5.
- Das ist hier aber nicht so wie in Deutschland! Orell Füssli, Zürich 2019, ISBN 978-3-280-05699-8.

## Filmografie
- 2001: Nikola (Staffel 5, Folge: Weihnachtsmuffel)
- 2001–2005: Was guckst du?!
- 2008: Dekker & Adi
- 2008–2011, 2017–2021: Genial daneben
- 2009–2011: Schillerstraße
- 2011–2012: Stars bei der Arbeit
- 2012: Die Kaya Show
- 2012: Agent Ranjid rettet die Welt
- 2012: Zambezia (Stimme)
- 2013: Typisch deutsch?! Die Kaya-Show
- 2014–2015: Geht’s noch?! Kayas Woche
- 2014–2015: Life! – Dumm gelaufen
- 2016: Robinson Crusoe (Stimme)
- 2018: Early Man (Lord Nooth, Dino, Jürgend, Stimme)
- 2018: Guckst Du?! Kayas große Kinoshow
- 2018–2020: Mord mit Ansage – Die Krimi-Impro Show
- 2018–2020: Genial daneben – Das Quiz
- 2020: Drachenreiter (Stimme)
- 2022: 7 Tage, 7 Köpfe
- 2023: Der Mann im Mond Akt 2